# Three Dollar Bill, Yall$
Three Dollar Bill, Y’all$ (englisch für „Drei-Dollar-Note, euch allen“) ist das Debütalbum der US-amerikanischen Nu-Metal-Band Limp Bizkit. Es wurde am 23. Juni 1997 über die Labels Interscope Records und Flip Records veröffentlicht.

## Produktion
Das Album wurde von Ross Robinson produziert und in nur sechs Tagen im Indigo Ranch Studio, Malibu, Kalifornien aufgenommen. Neun der Stücke wurden in nur drei Tagen eingespielt.
Alle Lieder wurden von Fred Durst geschrieben und von der Band komponiert, außer Faith, das eine Coverversion des Songs von George Michael ist.

## Covergestaltung
Das Albumcover ist in den Farben schwarz, weiß und rot gehalten. Es zeigt eine gezeichnete Figur, die ein Baseballcap trägt. Rechts im Bild befinden sich die Schriftzüge Limp Bizkit in Weiß und three dollar bill, y’all$ in Schwarz.

## Titelliste
| #  | Titel                | Länge |
| -- | -------------------- | ----- |
| 1  | Intro                | 0:48  |
| 2  | Pollution            | 3:52  |
| 3  | Counterfeit          | 5:08  |
| 4  | Stuck                | 5:21  |
| 5  | Nobody Loves Me      | 4:33  |
| 6  | Sour                 | 3:33  |
| 7  | Stalemate            | 6:13  |
| 8  | Clunk                | 4:03  |
| 9  | Faith                | 3:52  |
| 10 | Stink Finger         | 3:03  |
| 11 | Indigo Flow          | 2:23  |
| 12 | Leech (Demo-Version) | 2:11  |
| 13 | Everything           | 16:26 |

## Singleauskopplungen
Als einzige Single aus Three Dollar Bill, Yall$ wurde am 26. August 1997 der Titel Counterfeit ausgekoppelt. Diese konnte sich jedoch nicht in den Singlecharts platzieren. Darüber hinaus erschienen Nobody Loves Me (1997), Sour (1998) und Faith (31. Oktober 1998) als Promo-Singles.

## Rezensionen
| Professionelle Bewertungen | Professionelle Bewertungen |
| -------------------------- | -------------------------- |
| Kritiken                   |                            |
| Quelle                     | Bewertung                  |
| Rolling Stone              | [ 3 ]                      |
| Allmusic                   | [ 4 ]                      |

Stephen Thomas Erlewine von Allmusic schrieb, Teil der Erklärung, warum Limp Bizkit sich bei ihrem Debüt von der Konkurrenz abhoben, sei ihre „frenetische Energie“ gewesen. Die Band sei von Korn, den Red Hot Chili Peppers und Faith No More beeinflusst, aber sie spiele ihren Sound gut. Er vergab vier von fünf Sternen.

## Kommerzieller Erfolg

### Chartplatzierungen
Three Dollar Bill, Y’all$ erreichte in den Vereinigten Staaten erst am 13. Februar 1999 mit Platz 22 die höchste Position der Albumcharts und konnte sich 77 Wochen in den Top 200 halten. Im Vereinigten Königreich belegte es Rang 50 und hielt sich zehn Wochen in den Charts. Auch in Australien (#32, 4 Wochen) und Neuseeland (#37, 2 Wochen) konnte sich das Album in den Charts platzieren.
| ChartsChartplatzierungen       | Höchstplatzierung | Wochen |
| ------------------------------ | ----------------- | ------ |
| Vereinigte Staaten (Billboard) | 22 (77 Wo.)       | 77     |
| Vereinigtes Königreich (OCC)   | 50 (10 Wo.)       | 10     |

### Auszeichnungen für Musikverkäufe
Three Dollar Bill, Y’all$ wurde in den Vereinigten Staaten im Jahr 2001 für über zwei Millionen Verkäufe mit einer doppelten Platin-Schallplatte ausgezeichnet. Im Vereinigten Königreich bekam es 2013 für mehr als 100.000 verkaufte Exemplare eine Goldene Schallplatte.
| Land/Region                  | Auszeichnungen für Musikverkäufe (Land/Region, Auszeichnung, Verkäufe) | Verkäufe  |
| ---------------------------- | ---------------------------------------------------------------------- | --------- |
| Australien (ARIA)            | Gold                                                                   | 35.000    |
| Kanada (MC)                  | Platin                                                                 | 100.000   |
| Neuseeland (RMNZ)            | Gold                                                                   | 7.500     |
| Vereinigte Staaten (RIAA)    | 2× Platin                                                              | 2.000.000 |
| Vereinigtes Königreich (BPI) | Gold                                                                   | 100.000   |
| Insgesamt                    | 3× Gold · 3× Platin ·                                                  | 2.242.500 |

Hauptartikel: Limp Bizkit/Auszeichnungen für Musikverkäufe